# AC/DC: Let There Be Rock
AC/DC: Let There Be Rock — концертне відео австралійського рок-гурту AC/DC, записане 9 грудня 1979 року в Парижі, Франція. Крім концерту, відео містить інтерв'ю із учасниками групи.

## Деталі видання
З 1980 року AC/DC: Let There Be Rock був доступний в форматі VHS. В 1997 році вийшла аудіоверсія концерту під назвою Let There Be Rock: The Movie – Live in Paris, яка містить упущене у відеоверсії виконання «T.N.T.».
7 червня 2011 року концерт був виданий на DVD і Blu-Ray. Колекційна версія містить буклет на 32 сторінки, концертні фотографії і фірмовий медіатор.
Назва концертного відео збігається з назвою студійного альбому AC/DC Let There Be Rock.

## Список пісень
Концерт
| #   | Назва                          | Тривалість |
| --- | ------------------------------ | ---------- |
| 1.  | «Live Wire»                    | 5:23       |
| 2.  | «Shot Down In Flames»          | 3:18       |
| 3.  | «Hell Ain't a Bad Place to Be» | 3:54       |
| 4.  | «Sin City»                     | 3:52       |
| 5.  | «Walk All Over You»            | 2:30       |
| 6.  | «Bad Boy Boogie»               | 11:08      |
| 7.  | «The Jack»                     | 5:21       |
| 8.  | «Highway To Hell»              | 3:10       |
| 9.  | «Girls Got Rhythm»             | 3:09       |
| 10. | «High Voltage»                 | 5:27       |
| 11. | «Whole Lotta Rosie»            | 4:41       |
| 12. | «Rocker»                       | 8:57       |
| 13. | «Let There be Rock»            | 7:17       |

Додаткові матеріали
- Loud, Locked & Loaded: The Rites Of Rock
- AC/DC: The Bedrock Of Riff
- Angus Young: A True Guitar Monster
- Bon Scott: The Pirate Of Rock 'n' Roll
- AC/DC: A Rock Solid Legacy

## Учасники запису
- Бон Скотт — вокал
- Ангус Янг — соло-гітара, бек-вокал
- Малколм Янґ — ритм-гітара, бек-вокал
- Вільямс Кліфф — бас-гітара, бек-вокал
- Філ Радд — ударні, перкусія